# Mały Balaton
Mały Balaton (węg. Kis-Balaton) to okręg bogaty zarówno pod względem przyrodniczym, jak i kulturalnym, położony na południowy zachód od Balatonu, w ujściu rzeki Zala. Jest to obszar błotnisty, znany z bardzo zmiennego poziomu wody. Jego znaczna część jest chroniona.

## Historia środowiska
Jezioro Małego Balatonu było częścią dzisiejszego Balatonu do XIX wieku. Zawsze odgrywało dużą rolę w usuwaniu osadów piaszczystych i materiałów organicznych z rzeki Zala przed jej wpływem do Balatonu. Natomiast w XIX wieku warunki się zmieniły, powodując obniżenie się poziomu wody. Budowa linii kolejowej na południowym brzegu Balatonu i związana z tym regulacja jeziora spowodowały obniżenie się  poziomu wody. W XX wieku zostały przeprowadzone prace melioracyjne błotnistych pól, co dalej zmniejszyło rozmiar środowiska wodnego. W międzyczasie z powodu wzrastającej intensywności rolnictwa emisja zanieczyszczeń i materiałów biologicznych zwiększyła się. Od połowy XX wieku z powodu powyższych procesów Mały Balaton krok po kroku tracił  swoją funkcję filtrowania, co powodowało, że rzeka Zala odkładała osad piaszczysty w Zatoce Keszthely zamiast w błotnistym okręgu Małego Balatonu. Niosło to za sobą dalszą eutrofizację Balatonu i szybkie pogorszenie się jakości wody.
Dlatego w latach 70. Regionalny Urząd Ochrony Środowiska i Gospodarki Wodnej opracował plan systemu ochrony wody Małego Balatonu, który obejmował ponowne sztuczne zalanie Małego Balatonu i rehabilitację błotnistego środowiska. Zgodnie z oczekiwaniami błotnisty okręg regenerował się szybko i jest teraz bezwzględnie chroniony. W jego znacznej części ruch turystów jest ograniczony, wycieczki są możliwe tylko w grupach zorganizowanych, prowadzonych przez zawodowych przewodników Parku Narodowego Górnego Balatonu.
Mały Balaton posiada tak wyjątkową faunę i florę (szczególnie ptaki), że podlega Konwencji ramsarskiej, której celem jest ochrona biotopów wodnych (szczególnie ptaków wodnych) o międzynarodowym znaczeniu.